# Oxalis ciliaris
Oxalis ciliaris är en harsyreväxtart som beskrevs av Nikolaus Joseph von Jacquin. Oxalis ciliaris ingår i släktet oxalisar, och familjen harsyreväxter. Utöver nominatformen finns också underarten O. c. pageae.